# Xenopirostris
Xenopirostris är ett fågelsläkte i familjen vangor inom ordningen tättingar: Släktet omfattar tre arter som förekommer på Madagaskar:
- Svartbröstad vanga (X. polleni)
- Svarthakad vanga (X. xenopirostris)
- Vitstrupig vanga (X. damii)